# Oscar - 3 dele
|  | Denne artikel er oprettet af botten PalnaBot ud fra en ekstern database. Den kan derfor have sproglige fejl eller mangler. Denne skabelon kan fjernes efter kontrol af indholdet. |

Oscar - 3 dele er en kortfilm instrueret af Anette Pilmark efter manuskript af Per Schultz.

## Handling
I en lille mexicansk landsby i bjergene bor to familier. I den ene familie er der en dreng, der heder Oscar, i den anden en dreng, der hedder Sibliano. De to er de bedste venner i verden. Indtil deres fædre kommer op at skændes om et stykke jord med kaffebuske. For hvis man er fattig, er hver eneste kaffebusk vigtig. Oscar beder til den hellige Josef om, at alting må blive som før. En film om venskab, produceret i forbindelse med Danmarks Radios U-landskalender 1996.